# Quinzième circonscription de Paris de 1958 à 1986
Pour les articles homonymes, voir Quinzième circonscription de Paris de 1988 à 2012 et Quinzième circonscription de Paris depuis 2012.
De 1958 à 1986, la quinzième circonscription législative de Paris recouvrait trois quartiers du 14e arrondissement de la capitale : Montparnasse, Petit-Montrouge et Parc-de-Montsouris. Cette délimitation s'est appliquée aux sept premières législatures de la Cinquième République française. De 1958 à 1967, elle se confond avec la 15e circonscription de la Seine.

## Députés élus
| Législature | Début de mandat | Fin de mandat  | Député élu            |  | Parti politique | Observations                                                       |
| ----------- | --------------- | -------------- | --------------------- |  | --------------- | ------------------------------------------------------------------ |
| Ire         | 9 décembre 1958 | 9 octobre 1962 | Julien Tardieu        |  | CNIP            | mandat écourté à la suite d'une dissolution du général de Gaulle   |
| IIe         | 6 décembre 1962 | 2 avril 1967   | Michel de Grailly     |  | UNR-UDT         |                                                                    |
| IIIe        | 3 avril 1967    | 30 mai 1968    | Michel de Grailly     |  | UD-Ve           | mandat écourté à la suite d'une dissolution du général de Gaulle   |
| IVe         | 11 juillet 1968 | 1er avril 1973 | Michel de Grailly     |  | UDR             |                                                                    |
| Ve          | 2 avril 1973    | 2 avril 1978   | Eugène Claudius-Petit |  | CDP             |                                                                    |
| VIe         | 3 avril 1978    | 22 mai 1981    | Yves Lancien          |  | RPR             | mandat écourté à la suite d'une dissolution de François Mitterrand |
| VIIe        | 2 juillet 1981  | 1er avril 1986 | Yves Lancien          |  | RPR             |                                                                    |

En 1985, le président de la République François Mitterrand changea le mode de scrutin des députés en établissant le scrutin proportionnel par département. Le nombre de députés du département de Paris fut ramené de 31 à 21 et les circonscriptions furent supprimées au profit du département.

## Évolution de la circonscription
En 1986, cette circonscription a été scindée entre la nouvelle « dixième circonscription » et la nouvelle « onzième circonscription ».

### Élections de 1958
| Candidat       | Candidat           | Parti          | Premier tour | Premier tour | Second tour | Second tour |  |
| Candidat       | Candidat           | Parti          | Voix         | %            | Voix        | %           |  |
| -------------- | ------------------ | -------------- | ------------ | ------------ | ----------- | ----------- |  |
|                | Julien Tardieu élu | CNIP           | 13 868       | 29,26        | 19 205      | 41,45       |  |
|                | Georges Bannwarth  | UNR            | 7 390        | 15,59        | 9 200       | 19,86       |  |
|                | Robert Francotte   | PCF            | 7 008        | 14,79        | 8 782       | 18,95       |  |
|                | Jacques Mercier    | CRR            | 6 571        | 13,87        | 9 135       | 19,72       |  |
|                | Claude Bourdet     | UFD            | 4 181        | 8,82         | 11          | 0,02        |  |
|                | Pierre Graziani    | SFIO           | 4 111        | 8,67         | Retrait     | Retrait     |  |
|                | Hubert Prangey     | MRP            | 3 592        | 7,58         | Retrait     | Retrait     |  |
|                | Paul Raimondeau    | Divers         | 670          | 1,41         |             |             |  |
|                |                    |                |              |              |             |             |  |
| Inscrits       | Inscrits           | Inscrits       | 60 994       | 100,00       | 60 930      | 100,00      |  |
| Abstentions    | Abstentions        | Abstentions    | 12 694       | 20,81        | 13 823      | 22,69       |  |
| Votants        | Votants            | Votants        | 48 300       | 79,19        | 47 107      | 77,31       |  |
| Blancs et nuls | Blancs et nuls     | Blancs et nuls | 909          | 1,88         | 774         | 1,64        |  |
| Exprimés       | Exprimés           | Exprimés       | 47 391       | 98,12        | 46 333      | 98,36       |  |

Le suppléant de Julien Tardieu était Marcel Joffin, commerçant.

### Élections de 1962
| Candidat       | Candidat               | Parti          | Premier tour | Premier tour | Second tour | Second tour |  |
| Candidat       | Candidat               | Parti          | Voix         | %            | Voix        | %           |  |
| -------------- | ---------------------- | -------------- | ------------ | ------------ | ----------- | ----------- |  |
|                | Michel de Grailly élu  | UNR-UDT        | 15 688       | 40,34        | 20 644      | 52,25       |  |
|                | Julien Tardieu sortant | CNIP           | 7 559        | 19,44        | 8 083       | 20,46       |  |
|                | Albert Boisseau        | PCF            | 6 451        | 16,59        | 10 786      | 27,3        |  |
|                | Claude Bourdet         | PSU            | 4 743        | 12,19        | Retrait     | Retrait     |  |
|                | Pierre Graziani        | SFIO           | 2 244        | 5,77         | Retrait     | Retrait     |  |
|                | Hubert Prangey         | MRP            | 2 208        | 5,68         | Retrait     | Retrait     |  |
|                |                        |                |              |              |             |             |  |
| Inscrits       | Inscrits               | Inscrits       | 60 623       | 100,00       | 60 622      | 100,00      |  |
| Abstentions    | Abstentions            | Abstentions    | 21 111       | 34,82        | 19 923      | 32,86       |  |
| Votants        | Votants                | Votants        | 39 512       | 65,18        | 40 699      | 67,14       |  |
| Blancs et nuls | Blancs et nuls         | Blancs et nuls | 619          | 1,57         | 1 186       | 2,91        |  |
| Exprimés       | Exprimés               | Exprimés       | 38 893       | 98,43        | 39 513      | 97,09       |  |

Le suppléant de Michel de Grailly était Roger Briclot.

### Élections de 1967
| Candidat                         | Candidat                        | Parti          | Premier tour | Premier tour | Second tour | Second tour |  |
| Candidat                         | Candidat                        | Parti          | Voix         | %            | Voix        | %           |  |
| -------------------------------- | ------------------------------- | -------------- | ------------ | ------------ | ----------- | ----------- |  |
|                                  | Michel de Grailly sortant réélu | UD-Ve          | 18 082       | 43,1         | 21 918      | 58,84       |  |
|                                  | Pierre Fabre                    | PCF            | 7 331        | 17,47        | 15 331      | 41,16       |  |
|                                  | Denis Baudouin                  | CD (PDM)       | 6 535        | 15,58        | Retrait     | Retrait     |  |
|                                  | Pierre Giraud                   | FGDS (SFIO)    | 5 163        | 12,31        |             |             |  |
|                                  | Robert Chapuis                  | PSU            | 3 470        | 8,27         |             |             |  |
|                                  | Édouard Lebas                   | Modérés        | 1 373        | 3,27         |             |             |  |
|                                  |                                 |                |              |              |             |             |  |
| Inscrits                         | Inscrits                        | Inscrits       | 53 735       | 100,00       | 53 730      | 100,00      |  |
| Abstentions                      | Abstentions                     | Abstentions    | 11 183       | 20,81        | 13 808      | 25,7        |  |
| Votants                          | Votants                         | Votants        | 42 552       | 79,19        | 39 922      | 74,3        |  |
| Blancs et nuls                   | Blancs et nuls                  | Blancs et nuls | 598          | 1,41         | 2 673       | 6,7         |  |
| Exprimés                         | Exprimés                        | Exprimés       | 41 954       | 98,59        | 37 249      | 93,3        |  |
| Source : Data.gouv.fr et CEVIPOF |                                 |                |              |              |             |             |  |

Jacques Fragnon, chef de service administratif civil au Ministère des Armées était le suppléant de Michel de Grailly.

### Élections de 1968
| Candidat                         | Candidat                        | Parti          | Premier tour | Premier tour | Second tour | Second tour |  |
| Candidat                         | Candidat                        | Parti          | Voix         | %            | Voix        | %           |  |
| -------------------------------- | ------------------------------- | -------------- | ------------ | ------------ | ----------- | ----------- |  |
|                                  | Michel de Grailly sortant réélu | UDR (URP)      | 18 543       | 47           | 19 766      | 53,06       |  |
|                                  | Louis Lepage                    | CD (PDM)       | 7 345        | 18,62        | 8 023       | 21,54       |  |
|                                  | Albert Boisseau                 | PCF            | 5 617        | 14,24        | 9 465       | 25,41       |  |
|                                  | Robert Chapuis                  | PSU            | 3 695        | 9,37         |             |             |  |
|                                  | Jean-Pierre Chevènement         | FGDS (SFIO)    | 3 425        | 8,68         |             |             |  |
|                                  | Jacques Derlon                  | TD             | 569          | 1,44         |             |             |  |
|                                  | Christian Le Borgne             | Divers         | 259          | 0,66         |             |             |  |
|                                  |                                 |                |              |              |             |             |  |
| Inscrits                         | Inscrits                        | Inscrits       | 50 842       | 100,00       | 50 862      | 100,00      |  |
| Abstentions                      | Abstentions                     | Abstentions    | 11 063       | 21,76        | 13 196      | 25,94       |  |
| Votants                          | Votants                         | Votants        | 39 779       | 78,24        | 37 666      | 74,06       |  |
| Blancs et nuls                   | Blancs et nuls                  | Blancs et nuls | 326          | 0,82         | 412         | 1,09        |  |
| Exprimés                         | Exprimés                        | Exprimés       | 39 453       | 99,18        | 37 254      | 98,91       |  |
| Source : Data.gouv.fr et CEVIPOF |                                 |                |              |              |             |             |  |

Jacques Fragnon était suppléant de Michel de Grailly.
Christian Le Borgne, était candidat en tant que "défenseur de l'Europe supranationale".

### Élections législatives de 1973
| Candidat                         | Candidat                  | Parti                | Premier tour | Premier tour | Second tour | Second tour |  |
| Candidat                         | Candidat                  | Parti                | Voix         | %            | Voix        | %           |  |
| -------------------------------- | ------------------------- | -------------------- | ------------ | ------------ | ----------- | ----------- |  |
|                                  | Eugène Claudius-Petit élu | CDP (URP)            | 9 867        | 26,09        | 21 159      | 56,88       |  |
|                                  | Bernard Parmantier        | PS (UGSD)            | 6 329        | 16,74        | 16 043      | 43,12       |  |
|                                  | Jean-Michel Catala        | PCF                  | 5 497        | 14,54        | Retrait     | Retrait     |  |
|                                  | Alain Lombard             | CD (MR)              | 4 798        | 12,69        |             |             |  |
|                                  | Michel de Grailly sortant | diss. UDR            | 3 771        | 9,97         |             |             |  |
|                                  | Auguste Marbœuf-Régnault  | Divers droite        | 2 636        | 6,97         |             |             |  |
|                                  | Robert Chapuis            | PSU                  | 2 271        | 6,01         |             |             |  |
|                                  | Jean-Marie Le Pen         | FN                   | 1 974        | 5,22         |             |             |  |
|                                  | M. Rousseau               | Extrême gauche (LCR) | 672          | 1,78         |             |             |  |
|                                  |                           |                      |              |              |             |             |  |
| Inscrits                         | Inscrits                  | Inscrits             | 49 334       | 100,00       | 49 280      | 100,00      |  |
| Abstentions                      | Abstentions               | Abstentions          | 11 026       | 22,35        | 10 862      | 22,04       |  |
| Votants                          | Votants                   | Votants              | 38 308       | 77,65        | 38 418      | 77,96       |  |
| Blancs et nuls                   | Blancs et nuls            | Blancs et nuls       | 493          | 1,29         | 1 216       | 3,17        |  |
| Exprimés                         | Exprimés                  | Exprimés             | 37 815       | 98,71        | 37 202      | 96,83       |  |
| Source : Data.gouv.fr et CEVIPOF |                           |                      |              |              |             |             |  |

Lionel Assouad, Conseiller de Paris était le suppléant d'Eugène Claudius-Petit.

### Élections législatives de 1978
| Candidat              | Candidat                      | Parti                   | Premier tour | Premier tour | Second tour | Second tour |  |
| Candidat              | Candidat                      | Parti                   | Voix         | %            | Voix        | %           |  |
| --------------------- | ----------------------------- | ----------------------- | ------------ | ------------ | ----------- | ----------- |  |
|                       | Yves Lancien élu              | RPR                     | 9 418        | 24,20        | 22 955      | 58,51       |  |
|                       | Marc Chavardès                | PS                      | 7 837        | 20,13        | 16 278      | 41,49       |  |
|                       | Eugène Claudius-Petit sortant | UDF (CDS)               | 6 735        | 17,30        | Retrait     | Retrait     |  |
|                       | Maurice Lassalle              | PCF                     | 4 817        | 12,38        |             |             |  |
|                       | Michel Pelège                 | UDF (PR)                | 4 479        | 11,51        |             |             |  |
|                       | Jean-Daniel Lavergne          | Écologie 78             | 2 650        | 6,81         |             |             |  |
|                       | Simone Ruel                   | PSU (FA)                | 963          | 2,47         |             |             |  |
|                       | Marie-Thérèse Doumat          | Divers gauche (Choisir) | 590          | 1,52         |             |             |  |
|                       | Yves de Coatgoureden          | FN                      | 360          | 0,92         |             |             |  |
|                       | Régis Debliqui                | LO                      | 330          | 0,85         |             |             |  |
|                       | Hubert du Puytison            | PFN                     | 299          | 0,77         |             |             |  |
|                       | Pierre Vallée                 | Extrême droite (UFBS)   | 197          | 0,51         |             |             |  |
|                       | Marcel Malézieux              | Divers droite           | 158          | 0,41         |             |             |  |
|                       | Patrick de Poulpiquet         | SAV                     | 90           | 0,23         |             |             |  |
|                       | Georges Lebreton              | Divers droite (RUC)     | 1            | 0,00         |             |             |  |
|                       | Dominique Bonnet              | CNIP                    | 0            | 0,00         |             |             |  |
|                       |                               |                         |              |              |             |             |  |
| Inscrits              | Inscrits                      | Inscrits                | 49 658       | 100,00       | 49 651      | 100,00      |  |
| Abstentions           | Abstentions                   | Abstentions             | 10 362       | 20,87        | 9 602       | 19,34       |  |
| Votants               | Votants                       | Votants                 | 39 296       | 79,13        | 40 049      | 80,66       |  |
| Blancs et nuls        | Blancs et nuls                | Blancs et nuls          | 372          | 0,95         | 816         | 2,04        |  |
| Exprimés              | Exprimés                      | Exprimés                | 38 924       | 99,05        | 39 233      | 97,96       |  |
| Source : Data.gouv.fr |                               |                         |              |              |             |             |  |

Marguerite Fialon-Coutard, Conseillère de Paris (Mouvement des démocrates Cinquième) était la suppléante d'Yves Lancien.

### Élections législatives de 1981
|                                                                  | Yves Lancien sortant réélu | RPR (UNM)            | 17 228 | 53,18  |  |  |  |
|                                                                  | Jacques Thibau             | FRP (PS)             | 10 486 | 32,37  |  |  |  |
|                                                                  | Maurice Lassalle           | PCF                  | 2 633  | 8,13   |  |  |  |
|                                                                  | Jacques Arnol              | PSU                  | 1 617  | 4,99   |  |  |  |
|                                                                  | Jean Mignot                | FN                   | 419    | 1,30   |  |  |  |
|                                                                  | Alain Parran               | Extrême gauche (CCA) | 3      | 0,01   |  |  |  |
|                                                                  | Patrice Mouilleseaux       | Extrême droite (PFN) | 1      | 0,00   |  |  |  |
|                                                                  |                            |                      |        |        |  |  |  |
| Inscrits                                                         | Inscrits                   | Inscrits             | 47 853 | 100,00 |  |  |  |
| Abstentions                                                      | Abstentions                | Abstentions          | 15 232 | 31,83  |  |  |  |
| Votants                                                          | Votants                    | Votants              | 32 621 | 68,17  |  |  |  |
| Blancs et nuls                                                   | Blancs et nuls             | Blancs et nuls       | 234    | 0,72   |  |  |  |
| Exprimés                                                         | Exprimés                   | Exprimés             | 32 387 | 99,28  |  |  |  |
| Source : Le Monde du 16 juin 1981, p. 9 et Sud-Ouest du 17, p. 3 |                            |                      |        |        |  |  |  |